# Halo 5: Guardians
Halo 5: Guardians — компьютерная игра в жанре шутер от первого лица, разработанная американской компанией 343 Industries эксклюзивно для Xbox One. Выход игры состоялся 27 октября 2015 года.
Действие игры происходит в 2558 году, через 8 месяцев после событий Halo 4. В центре сюжета — две огневых группы (звена) людей-суперсолдат. В результате дезертирства Синей Команды во главе с Мастером Чифом в поисках Кортаны лояльность Мастера Чифа поставлена под сомнение; на его поиски посылается Джеймсон Локк и его отряд Осирис.
Согласно Microsoft, Halo 5: Guardians и относящееся к игре аппаратное обеспечение были проданы на сумму 400 миллионов долларов в первые сутки продаж и 500 миллионов долларов в первую неделю, хотя эти цифры включают в себя выручку от продаж и игры, и относящегося к игре аппаратного обеспечения. Игра получила преимущественно положительные оценки критиков; особенно критиками выделены геймплей и мультиплеер, но реакция на сюжет была смешанной. 343 Industries поддерживает игру загружаемым контентом.

## Игровой процесс
Halo 5: Guardians — шутер от первого лица: игрок воспринимает происходящее глазами главного героя. Игра переключается на вид от третьего лица в некоторых роликах и геймплейных моментах.
Игра сохраняет основные особенности игрового опыта серии игр Halo. Игроки вступают в силовую броню «Мьёльнир» (MJOLNIR) Спартанца и контролируют действия этого персонажа. «Мьёльнир» имеет энергетические щиты, которые убывают, когда по носителю ведётся огонь, но восстанавливаются после определённого времени. Спартанец может носить с собой только два личных оружия, но может в любой момент обменять их на другие (включая те, которые роняют убитые враги), и также могут пользоваться групповым оружием (когда игрок переключается обратно на личное оружие, групповое отбрасывается). Спартанец также может ударить противника прикладом и пользоваться гранатами. Наконец, доступны для использования некоторые транспортные средства и установленное на них оружие.
Новые в серии «Способности Спартанца», заменяющие «Способности брони» из предыдущих игр. Броня «Мьёльнир» во вселенной игры была усовершенствована различными двигателями, что повысило мобильность носителя во всех трёх измерениях. Они могут быть использованы для атаки, защиты и уклонения. Вдобавок, все оружие в игре теперь имеет прицел, с помощью которого можно целиться во врага.
Хотя предыдущие игры серии содержали геймплейные моменты, где персонажа игрока сопровождали различные неигровые персонажи (NPC), включая солдат UNSC, не человеческих союзников вроде Арбитра и время от времени других Спартанцев, Halo 5 идёт дальше, оснащая игрока постоянной огневой группой Спартанцев, которые присутствуют всегда и частично управляются через контроллер Xbox. Во время кооперативной игры Спартанцами управляют другие игроки; каждый Спартанец обладает разными геймплейными признаками. Если Спартанец получает слишком много урона, он выходит из строя, и союзник должен подбежать к нему и «привести в чувство».
В отличие от прошлых шутеров серии Halo, Halo 5: Guardians не предоставляет никаких автономных возможностей, таких, как кооперативная игра в режиме разделённого экрана; также игра не поддерживает игры по локальной сети.

## Сюжет
Через два месяца после событий, показанных в мультфильме Halo 4: Spartan Ops, доктор Кэтрин Хэлси связалась и передала свои координаты флагману ККОН «Бесконечность»; отряд «Осирис» во главе с бывшим оперативником СВР Джеймсоном Локком был отправлен на планету «Камчатка» для освобождения доктора от лидера Ковенанта Джула М’Дама. С боем прорвавшись через Ковенантов и Предтечей, отряд находит доктора и освобождает её, при этом убив М’Даму. По возвращении доктора она сразу же пытается узнать у Капитана Ласки причину такого долгого ответа на её сообщение, на что Ласки приказывает отвести её в его каюту. Хэлси пытается узнать, «что „она“ уже успела натворить?», но ответа не получает. Тем временем, Мастер Чиф и Синяя Команда были отправлены с заданием на секретную станцию СВР ККОН «Серебристый месяц» с целью зачистить станцию от Ковенанта. Во время зачистки на Чифа нападает охотник; при падении Мастер Чиф попадает в неизвестное место и, пытаясь найти свою команду, видит Кортану, она ему говорит: «Меридиан открыт» и «Перерождение вот-вот начнётся». Когда он приходит в себя, его находит Синяя Команда и он сообщает команде, что Кортана на Меридиане. По пути к центру управления прибывает Флот Ковенанта, и Мастер Чиф предлагает перейти к тактике «Выжженной земли». Для этого надо устроить перегрузку реактора. Команда спасается на экспериментальном самолёте-невидимке. Мастер Чиф связывается с «Бесконечностью» с докладом о результатах миссии и Кортане…

## Релиз
Halo 5 - первая инсталляция в серии игр Halo, которая получила возрастной рейтинг Teen (от 13 лет) от ESRB, а не Mature (от 17 лет), как предыдущие игры серии. Руководитель Xbox-направления Microsoft Аарон Гринберг считает, что рейтинги M предыдущих игр были довольно неожиданными, «учитывая стиль игры и отсутствие реальных сцен насилия и всего такого», но рейтинг Тееn теоретически позволит Halo 5 достичь более широкой аудитории более младших игроков, которые иначе не могли бы приобрести игру.
Игра поставляется в трёх розничных конфигурациях: стандартное издание, лимитированное издание и коллекционное издание. Лимитированное издание включает в себя комплект Warzone REQ — 14 наборов снаряжения Спартанцев, анимационный сериал Halo: The Fall of Reach, статуэтку хранителя, бокс SteelBook в спартанском стиле, приказы спартанца Локка, досье на «Синюю команду» и команду «Осирис» и пробный Золотой статус Xbox Live Gold на 14 дней для игр с друзьями. Коллекционное издание содержит все вышеперечисленное и памятные статуэтки Мастера Чифа и Локка. Коллекционное издание идёт с цифровым кодом, а не с диском; фанаты добились от Microsoft бесплатной программы по обмену, в которой можно обменять свой цифровой код на диск.

### Продажи
Первая неделя продаж программного и аппаратного обеспечения Halo 5 принесли более 500 миллионов долларов, что делает игру самым быстро продаваемым эксклюзивом Xbox One.

## Реакция
| Сводный рейтинг       | Сводный рейтинг |
| Агрегатор             | Оценка          |
| --------------------- | --------------- |
| GameRankings          | 84,21 %         |
| Metacritic            | 84/100          |
| Иноязычные издания    |                 |
| Издание               | Оценка          |
| Destructoid           | 7/10            |
| EGM                   | 9/10            |
| Game Informer         | 8,75/10         |
| GameRevolution        | [ 11 ]          |
| GameSpot              | 8/10            |
| GamesRadar+           | [ 13 ]          |
| GameTrailers          | 9/10            |
| IGN                   | 9/10            |
| Polygon               | 9/10            |
| VideoGamer            | 9/10            |
| VentureBeat           | 83/100          |
| GamesTM               | 6/10            |
| Русскоязычные издания |                 |
| Издание               | Оценка          |
| PlayGround.ru         | 9/10            |
| StopGame.ru           | «Похвально»     |
| «Игромания»           | 9/10            |
| «Игры Mail.ru»        | 7,5/10          |
| «Канобу»              | 9/10            |

Игра получила преимущественно положительные оценки критиков, средний балл на Metacritic — 84/100.

### Награды
| Награда              | Категория                | Результат | Прим.  |
| -------------------- | ------------------------ | --------- | ------ |
| The Game Awards 2015 | Лучший мультиплеер       | Номинация | [ 25 ] |
| The Game Awards 2015 | Лучший шутер             | Номинация | [ 25 ] |
| The Game Awards 2015 | Лучшая музыка/саундтрек  | Номинация | [ 25 ] |
| Best of 2015 Awards  | Лучший мультиплеер       | Победа    | [ 26 ] |
| Best of 2015 Awards  | Лучший шутер             | Победа    | [ 26 ] |
| Best of 2015 Awards  | Лучший эксклюзив на Xbox | Номинация | [ 26 ] |
| Best of 2015 Awards  | Игра года                | Номинация | [ 26 ] |